# 雙棘海豬魚
雙棘海豬魚，為輻鰭魚綱鱸形目隆頭魚亞目隆頭魚科的其中一種，分布於東太平洋區，從加利福尼亞灣至秘魯海域，棲息深度2-76公尺，體長可達25公分，棲息在沙底質的淺水珊瑚礁、岩礁區，以底棲性無脊椎動物為食，生活習性不明，可作為食用魚及觀賞魚。